# Marolambo
Marolambo – miasto w środkowo-wschodniej części Madagaskaru, w prowincji Toamasina. W 2005 roku liczyło 24 787 mieszkańców.
Miasto położone jest w pobliżu ujścia rzeki Sandranamby do Nosivolo.
Marolambo zostało założone przez francuskich kolonizatorów. Jest to największe miasto nad rzeką Nosivolo. Miasto jest tak odległe, że według raportu z 2010 roku samochody nie były tam obecne w latach 1972-2006. Od połowy lat 40. XX wieku aż do 1970 roku do Marolambo docierały samochody, ale później droga pogorszyła się z powodu braku konserwacji.
Według badacza Hilde Nielssen, który wykonywał prace antropologiczne w okolicy, brak infrastruktury i oddalenie tego obszaru sprawiła, że ludność miała utrudniony kontakt z urzędnikami państwowymi oraz z pracownikami medycznymi. Niemniej jednak Marolambo wciąż jest lokalnym ośrodkiem w zakresie handlu, edukacji i zdrowia. Działa tam publiczna i prywatna szkoła oraz publiczny i prywatny szpital.
Dzięki Mission Aviation Fellowship około 1993 roku w pobliżu miejscowości wybudowano małe lądowisko, które pomaga dostarczać towary na ten obszar. Jego wybudowanie spowodowało duże szkody w wyniku erozji w porze deszczowej.
Rzeka Nosivolo znana jest ze swojej różnorodności biologicznej. Występuje w niej zagrożony wyginięciem gatunek ryby oxylapia polli.